# Интерметаллиды лития и палладия
Интерметаллиды лития и палладия — химическое соединение лития и палладия. Интерметаллиды имеют фиксированное соотношение между компонентами. Для них характерна преимущественно металлическая связь между атомами в решётке. В интерметаллидах лития и палладия не соблюдается правило формальной валентности, они имеют высокую температуру плавления (выше чем у индивидуальных компонентов), являются бертоллидами.

## Список
Источники.
| Интерметаллид               | Формула | Сингония       | Кристаллографическая группа | Параметры ячейки                      |
| --------------------------- | ------- | -------------- | --------------------------- | ------------------------------------- |
| Гептапалладийлитий          | LiPd7   | кубическая     | F m3m                       | a = 0,7741 нм, Z = 4                  |
| Дипалладийлитий             | LiPd2   | гексагональная | P 2/m                       | a = 0,3836 нм, c = 0,4336 нм          |
| Дипалладийтрилитий          | Li3Pd2  | кубическая     | P m3m                       | a = 0,2986 нм, Z = 1                  |
| Палладийдилитий             | Li2Pd   | гексагональная | P 6/mmc                     | a = 0,4230 нм, c = 0,2738 нм, Z = 1   |
| Палладийлитий               | LiPd    | гексагональная | P 6                         | a = 0,27673 нм, c = 0,41306 нм, Z = 1 |
| Палладийтрилитий            | Li3Pd   | кубическая     | F m3m                       | a = 0,6187 нм, Z = 4                  |
| Тетрапалладийпентадекалитий | Li15Pd4 | кубическая     | I 43d                       | a = 1,0697 нм, Z = 4                  |

## Химический свойства
Гептапалладийлитий конгруэнтно плавится при температуре ≈1500 °C и имеет область гомогенности 86÷87,5 ат.% палладия.
Дипалладийлитий получается сплавлением стехиометрических количеств чистых веществ:
{\displaystyle {\mathsf {2Pd+Li\ {\xrightarrow {950^{o}C}}\ LiPd_{2}}}}
Дипалладийтрилитий образуется по перитектической реакции при температуре 552°C,
имеет область гомогенности 39,5÷41,1 ат.% палладия
и метастабильно при температуре ниже 150°C.
Палладийдилитий образуется по перитектической реакции при температуре 565°C.
Палладийлитий образуется по перитектической реакции при температуре ≈650°C
и имеет широкую область гомогенности 45,4÷51,8 ат.% палладия.
Палладийтрилитий образуется по перитектической реакции при температуре 404°C
и метастабильно при температуре ниже 240°C.
Тетрапалладийпентадекалитий образуется по перитектической реакции при температуре 240°C.